# Minsläkt
Minsläkt, av företaget skrivet MinSläkt, är ett svenskspråkigt genealogiprogram för Windows som är utvecklat av Dannbergs Data och särskilt anpassat till svenska förhållanden.
Minsläkt kan importera GEDCOM-filer kodade med teckenuppsättning UTF-8; dock bara de tecken som också ingår i Windows-1252.
Ett exempel på ett släktträd gjort i programmet MinSläkt är Bild:Family tree of Hanna Cordelia Ouchterlony.jpg